# سوفی دال
سوفی دال متولد ۱۵ سپتامبر ۱۹۷۷ میلادی در لندن نویسنده فیلم نامه نویس هنرپیشه مجری مدل اینفلوئنسر مشهور انگلیسی دختر نویسنده و هنرپیشه مشهور شانتال سوفیا تست دال   و  جولیان هالووی  است او همچنین نوه دختری نویسنده مشهور بریتانیایی  رولد دال  بزرگ و هنرپیشه سینما و تئاتر پاتریشیا نیل است. او به عنوان یک نویسنده، اولین رمان خود را در سال ۲۰۰۳ با عنوان «مردی با چشمان رقصان» به چاپ رساند و این کار را با انتشار «بازی با بزرگترها» در سال ۲۰۰۷ دنبال کرد. در سال ۲۰۰۹، او «خانم دال بی پروا لذت می‌برد» و یک کتاب آشپزی شامل دستورهای پخت ویژه نوشت که برای یک سریال شش قسمتی بی‌بی‌سی ۲ با نام خانم دال خوشمزه بازآفرینی شده بودند.سوفی دال 9 ژانویه 2010 با خواننده و آهنگساز مشهور بریتانیایی جیمی کالوم در مراسمی خصوصی در همپشایر ازدواج کرد. آنها برای آغاز زندگی مشترک خود گریت میسندن ، باکینگهامشر ، جایی که پدربزرگ سوفی، رولد دال بزرگ نیمه دوم عمر خود در آنجا زندگی کرد، را انتخاب کردند.دختر اول آنها، لیرا، در 2 مارس 2011 به دنیا آمد و دختر دوم آنها، مارگوت، در سال 2013 چشم به جهان گشود. سوفی دی  هنرپیشه و پورن استار مشهور نام خود را با الهام از دال گرفته است!
```
[
۱
]
)
```